# Еквинофобија
Еквинофобија или хипофобија је страх од коња. Еквинофобија је настала од латинске речи equus што значи "коњ" и грчке речи φόβος, phóbos, што значи "страх", док је хипофобија такође настала од грчке речи за страх и за коња - ἵππος, híppos. Пример ове фобије може се наћи у психоаналитичкој студији о малом Хансу Сигмунда Фројда.

## Симптоми
Уколико особа са еквинофобијом помисли на коња или је физички поред коња, може да осети следеће симптоме: анскиозност (чак и кад је коњ миран), панику, дрхтање, кратак дах, изненадно убрзање пулса, мучнину и плакање. Пацијенти са еквинофобијом могу се такође плашити и других копитара, као што су магарци, муле или понији.

## Узроци
До ове фобије могу довести негативна искуства са коњима у детињству. Еквинофобија се такође може покренути падом са коња. У многим случајевима, људи почињу да избегавају коње и то постепено води од страха до потпуне фобије. Фобија може бити узрокована и страхом од саме животиње. Коњска импозантна величина и тежина и велики зуби могу да уплаше неке људе, поготово децу. Негативно приказивање коња и ждребаца у медијима такође може допринети страху.

## Лечење
Доступне су многе опције лечења за оне који пате од еквинофобије. Когнитивна терапија је један облик терапије за људе који пате од одређених фобија. Фокусира се на страхове и зашто постоје. Покушава да промени и оспори мисаоне процесе иза нечијег страха. Студије су показале да је ефикасна и у лечењу људи са еквинофобијом. Друга могућност лечења је системска десензитизација, која се фокусира на постепено прилагођавање пацијената на њихове фобије. Први корак у овом процесу може бити размишљање о коњу, а затим га прате слике коња. Када пацијент постане опуштен уз слике, може наставити да сретне, додирне или, евентуално, јаше коња. У екстремним случајевима, може бити неопходно третирање лековима, иако су његови ефекти краткорочни.

## Познати са еквинофобијом
- Ерик Бери, амерички рагбиста[7]
- Кристен Стјуарт, америчка глумица[8]
- Роберт Патисон, енглески глумац[9]